# 土曜ドラマ (BS松竹東急)
土曜ドラマ（どようドラマ）は、BS松竹東急で毎週土曜日 23:00 - 23:30（JST）に第1期が2022年4月2日から2023年6月24日まで放送され、第2期が2023年10月7日から2024年3月30日まで放送されたテレビドラマ枠。

## 概要

### 第1期
2022年3月26日に開局したBS松竹東急の土曜日のオリジナルドラマ枠として同年4月2日よりスタート。第1弾は、滝藤賢一主演によるSF時代劇コメディ『家電侍』。2023年4月期の第5作、『めんつゆひとり飯』をもって一旦廃枠となる。第2期スタートまでの2023年7月期は、枠名無しで地上波テレビドラマの過去作品が放送された。

### 第2期
2023年10月期の『商店街のピアニスト 永遠の調べ』より、「月曜ドラマ」から枠移動の形で第2期が始まる。翌年2024年1月期の『アイドル失格』をもって、同年4月新設の「水曜ドラマ23」に事実上、枠移動した。

## 作品リスト
以下表の「制作会社」は、共同制作及び外部制作会社の制作著作を除き、BS松竹東急の自社制作（製作著作：BS松竹東急）としてクレジットされる。

### 2022年
| タイトル                          | 放送期間（回数）                     | 主演     | 原作 | 制作会社                 | 備考  |
| --------------------------------- | ------------------------------------ | -------- | ---- | ------------------------ | ----- |
| 家電侍                            | 4月2日 - 6月25日（13話）             | 滝藤賢一 |      | PROTX                    | 第1期 |
| 悪女のすべて                      | 7月2日 - 9月24日（13話）             | 足立梨花 |      | MMJ                      |       |
| お父さん、私、この人と結婚します! | 10月8日 - 12月17日 （10話+ナビ番組） | 内田理央 |      | レプロエンタテインメント |       |

### 2023年
| タイトル                      | 放送期間（回数）           | 主演     | 原作         | 制作会社 | 備考          |
| ----------------------------- | -------------------------- | -------- | ------------ | -------- | ------------- |
| かりあげクン                  | 1月7日 - 3月25日（12話）   | 戸塚純貴 | 植田まさし   | AOI Pro. |               |
| めんつゆひとり飯              | 4月1日 - 6月24日（13話）   | 鞘師里保 | 瀬戸口みづき | 松竹     | ここまで第1期 |
| 商店街のピアニスト 永遠の調べ | 10月7日 - 12月23日（12話） | 田口浩正 |              | ホリプロ | ここから第2期 |

### 2024年
| タイトル     | 放送期間（回数）          | 主演     | 原作     | 制作会社 | 備考          |
| ------------ | ------------------------- | -------- | -------- | -------- | ------------- |
| アイドル失格 | 1月13日 - 3月30日（12話） | 山本望叶 | 安部若菜 | KADOKAWA | ここまで第2期 |